# Paradojas en la teoría de conjuntos

Conjunto potencia

Este artículo contiene una discusión sobre las paradojas en la teoría de conjuntos. Como ocurre con la mayoría de las paradojas matemáticas, generalmente revelan resultados sorprendentes y contrarios a la intuición, en lugar de contradicciones lógicas reales dentro de la teoría de conjuntos moderna.

## Conceptos básicos

### Números cardinales
La teoría de conjuntos, tal como era concebida por Georg Cantor, supone la existencia de conjuntos infinitos. Como esta suposición no puede demostrarse a partir de primeros principios, se introdujo mediante el axioma del infinito, que afirma la existencia del conjunto N de los números naturales. Todo conjunto infinito que puede enumerarse mediante números naturales tiene el mismo tamaño (cardinalidad) que N y se dice que es numerable (o contable). Ejemplos de conjuntos numerables infinitos son los números naturales, los números pares, los números primos y también todos los números racionales, es decir, las fracciones. Estos conjuntos tienen en común el cardinal |N| = {\displaystyle \aleph _{0}} (aleph-sub cero), un número mayor que todo número natural.
Los números cardinales se pueden definir de la siguiente manera. Se definen dos conjuntos para que "tengan el mismo tamaño" mediante el criterio siguiente: existe una función biyectiva entre los dos conjuntos (es decir, existe una correspondencia uno a uno entre los elementos de uno y del otro). Entonces, un número cardinal es, por definición, una clase que consta de "todos" los conjuntos del mismo tamaño. Tener el mismo tamaño es una relación de equivalencia, y los números cardinales son las clases de equivalencia.

### Números ordinales
Además de la cardinalidad, que describe el tamaño de un conjunto, los conjuntos ordenados también forman parte de la teoría de conjuntos. El axioma de elección garantiza que todo conjunto puede tener un buen orden, lo que significa que se puede imponer un orden total a sus elementos de modo que cada subconjunto no vacío tenga un primer elemento con respecto a ese orden. El orden de un conjunto bien ordenado se describe mediante un ordinal. Por ejemplo, 3 es el número ordinal del conjunto {0, 1, 2} con el orden habitual 0 < 1 < 2; y ω es el número ordinal del conjunto de todos los números naturales ordenados de la forma habitual. Despreciando el orden, queda el número cardinal |N| = |ω| = {\displaystyle \aleph _{0}}.
Los números ordinales se pueden definir con el mismo método que se utiliza para los números cardinales. Se definen dos conjuntos bien ordenados para que tengan el mismo tipo de orden mediante el criterio siguiente: existe una función biyectiva entre los dos conjuntos respetando el orden: los elementos más pequeños se asignan a los elementos más pequeños. Entonces, un número ordinal es, por definición, una clase que consta de "todos" los conjuntos bien ordenados del mismo tipo de orden. Tener el mismo tipo de orden es una relación de equivalencia en la clase de conjuntos bien ordenados, y los números ordinales son las clases de equivalencia.
Dos conjuntos del mismo tipo de orden tienen la misma cardinalidad. Lo contrario no es cierto en general para conjuntos infinitos: es posible imponer diferentes ordenamientos al conjunto de los números naturales que dan lugar a diferentes números ordinales.
Hay un orden natural en los ordinales, que en sí mismo es un buen ordenamiento. Dado cualquier ordinal α, se puede considerar el conjunto de todos los ordinales menores que α. Este conjunto resulta tener número ordinal α. Esta observación se utiliza para una forma diferente de introducir los ordinales, en la que un ordinal se "equipa" con el conjunto de todos los ordinales más pequeños. Esta forma de número ordinal es, por tanto, un representante canónico de la forma anterior de clase de equivalencia.

### Conjunto potencia
Al formar todos los subconjuntos de un conjunto S (todas las posibles elecciones de sus elementos), se obtiene el conjunto potencia P(S). Georg Cantor demostró que el conjunto potencia es siempre mayor que el conjunto, es decir, |P(S)| > |S|. Un caso especial del teorema de Cantor demuestra que el conjunto de todos los números reales R no puede enumerarse mediante números naturales. R es incontable: |R| > |N|.

## Paradojas de los conjuntos infinitos
En lugar de depender de descripciones ambiguas como "aquello que no puede ampliarse" o "aumentar sin límites", la teoría de conjuntos proporciona definiciones del término conjunto infinito para dar un significado inequívoco a frases como "el conjunto de todos los números naturales es infinito". Al igual que para un conjunto finito, la teoría hace definiciones adicionales que permiten comparar consistentemente dos conjuntos infinitos en cuanto a si un conjunto es "mayor que", "menor que" o "del mismo tamaño que" el otro. Pero no todas las intuiciones relativas al tamaño de conjuntos finitos se aplican al tamaño de conjuntos infinitos, lo que lleva a varios resultados aparentemente paradójicos en relación con la enumeración, el tamaño, la medida y el orden.

### Paradojas de enumeración
Antes de que se introdujera la teoría de conjuntos, la noción de "tamaño" de un conjunto había sido problemática. Había sido discutido por Galileo Galilei y Bernard Bolzano, entre otros. ¿Hay tantos números naturales como cuadrados de números naturales medidos por el método de enumeración?
- La respuesta es sí, porque por cada número natural n existe un número cuadrado n2, y lo mismo al revés.
- La respuesta es no, porque los cuadrados son un subconjunto de los naturales: todo cuadrado es un número natural pero hay números naturales, como el 2, que no son cuadrados de números naturales.

Definiendo la noción de tamaño de un conjunto en términos de su "cardinalidad", la cuestión puede resolverse. Dado que hay un función biyectiva entre los dos conjuntos, la resolución se deduce directamente de la definición de la cardinalidad de un conjunto.
Para obtener más información sobre las paradojas de la enumeración, consúltese el hotel infinito de Hilbert.

### Je le vois, mais je ne crois pas
"Lo veo, pero no lo creo", escribió Cantor a Richard Dedekind tras comprobar que el conjunto de los puntos de un cuadrado tiene la misma cardinalidad que el de los puntos de una sola arista del cuadrado: el cardinal de los números reales (también conocido como la cardinalidad del continuo).
Esto demuestra que el "tamaño" de los conjuntos definido únicamente por la cardinalidad, no es la única forma útil de comparar conjuntos. El concepto de medida proporciona una teoría del tamaño más matizada que se ajusta a nuestra intuición de que la longitud y el área son medidas de tamaño incompatibles.
La evidencia sugiere fuertemente que Cantor tenía bastante confianza en el propio resultado, y que su comentario a Dedekind se refería más bien a sus preocupaciones, entonces aún persistentes, sobre la validez de su demostración. Sin embargo, la observación de Cantor también serviría muy bien para expresar la sorpresa que tantos matemáticos después de él han experimentado al encontrarse por primera vez con un resultado tan contrario a la intuición.

### Paradojas del buen orden
En 1904, Ernst Zermelo demostró mediante el axioma de elección (que fue introducido por este motivo), que todo conjunto puede estar bien ordenado. En 1963, Paul Cohen demostró que en la teoría de conjuntos de Zermelo-Fraenkel sin el axioma de elección no es posible demostrar la existencia de un buen ordenamiento de los números reales.
Sin embargo, la capacidad de ordenar bien cualquier conjunto permite realizar ciertas construcciones que se han denominado paradójicas. Un ejemplo es la paradoja de Banach-Tarski, un teorema ampliamente considerado no intuitivo. Afirma que es posible descomponer una bola de un radio fijo en un número finito de piezas y luego mover y volver a ensamblar esas piezas mediante traslaciones y rotaciones ordinarias (sin variar la escala), para obtener dos copias de la bola original. La construcción de estas piezas requiere del axioma de elección; las piezas no son simples regiones de la pelota, sino subconjuntos complicados.

## Paradojas de la supertarea
En la teoría de conjuntos, no se considera que un conjunto infinito sea creado mediante algún proceso matemático como "agregar un elemento" que luego se lleva a cabo "un número infinito de veces". En cambio, se dice que un conjunto infinito particular (como el conjunto de todos los números naturales) ya existe, "por decreto", como una suposición o un axioma. Dado este conjunto infinito, se demuestra que también existen otros conjuntos infinitos, como consecuencia lógica. Pero sigue siendo una cuestión filosófica natural contemplar alguna acción física que en realidad se completa después de un número infinito de pasos discretos; y la interpretación de esta cuestión utilizando la teoría de conjuntos da lugar a las paradojas de la supertarea.

### El diario de Tristram Shandy
Tristram Shandy, el héroe de una novela de Laurence Sterne, escribe su autobiografía de forma tan concienzuda que le lleva un año relatar los acontecimientos de un solo día. Si es mortal, nunca podrá terminarla; pero si viviera para siempre, ninguna parte de su diario quedaría sin escribir, puesto que a cada día de su vida, le correspondería un año dedicado a la descripción de ese día.

### La paradoja de Ross-Littlewood
Una versión ampliada de este tipo de paradoja traslada el fin infinitamente remoto a un tiempo finito. Llénese un depósito enorme con las bolas numeradas con los números del 1 al 10 y retírese la bola número 1. Luego, agréguense las bolas enumeradas con los números del 11 al 20 y retírese la bola número 2. Continuar agregando bolas numeradas con los números 10n - 9 a 10n y eliminar la bola número n para todos los números naturales n = 3, 4, 5,... Supóngase que la primera operación dura media hora, que la segunda dura un cuarto de hora, y así sucesivamente, de modo que todas las operaciones finalicen después de una hora. Evidentemente, el conjunto de bolas en el depósito aumenta sin límite. Sin embargo, después de una hora, el depósito debería estar vacío, puesto que para cada bola se conoce el número de la operación en la que ha sido extraída.
La paradoja se ve agravada aún más por la importancia de la secuencia de eliminación. Si las bolas no se eliminan en la secuencia 1, 2, 3,... sino en la secuencia 1, 11, 21,... después de una hora, infinitas bolas llenarían el depósito, aunque se haya extraído la misma cantidad de bolas que antes.

## Paradojas de prueba y definibilidad
A pesar de toda su utilidad para resolver cuestiones relativas a conjuntos infinitos, la teoría de conjuntos ingenua tiene algunos defectos fatales. En particular, es presa de aparentes contradicciones como las evidenciadas por la paradoja de Russell. El descubrimiento de estas paradojas reveló que no se puede decir que todos los conjuntos que pueden describirse en el lenguaje de la teoría de conjuntos ingenua existen sin crear una contradicción. El siglo XX vio una resolución a estas paradojas en el desarrollo de los diversos sistemas axiomáticos de las teorías de conjuntos, como los axiomas de Zermelo-Fraenkel y la teoría de conjuntos de Von Neumann-Bernays-Gödel (NBG), de uso común en la actualidad. Sin embargo, la brecha entre lo muy formalizado y el lenguaje simbólico de estas teorías y el uso informal del lenguaje matemático, da como resultado varias situaciones paradójicas, así como la cuestión filosófica de qué es exactamente de lo que tales sistemas formales realmente se proponen hablar.

### Primeras paradojas: el conjunto de todos los conjuntos

Conjunto conteniendo a otro conjunto

En 1897, el matemático italiano Cesare Burali-Forti descubrió que no existe ningún conjunto que contenga todos los números ordinales. Como cada número ordinal está definido por un conjunto de números ordinales más pequeños, el conjunto bien ordenado Ω de todos los números ordinales (si existe) se ajusta a la definición y es en sí mismo un ordinal. Por otro lado, ningún número ordinal puede contenerse a sí mismo, por lo que Ω no puede ser un ordinal. Por tanto, el conjunto de todos los números ordinales no puede existir.
A finales del siglo XIX, Cantor era consciente de la inexistencia del conjunto de todos los números cardinales y del conjunto de todos los números ordinales. En cartas a David Hilbert y a Richard Dedekind, escribió sobre conjuntos inconsistentes, cuyos elementos no pueden considerarse todos juntos, y utilizó este resultado para demostrar que todo conjunto consistente tiene un número cardinal.
Después de todo esto, la versión de la paradoja del "conjunto de todos los conjuntos" concebida por Bertrand Russell en 1903 provocó una grave crisis en la teoría de conjuntos. Russell reconoció que la afirmación x = x es verdadera para cada conjunto y, por lo tanto, el conjunto de todos los conjuntos está definido por {x | x = x}. En 1906 construyó varios conjuntos paradójicos, el más famoso de los cuales es el conjunto de todos los conjuntos que no se contienen a sí mismos. El propio Russell explicó esta idea abstracta mediante algunas imágenes muy concretas. Un ejemplo, conocido como la paradoja del barbero, establece: El barbero que afeita a todos y solo a los hombres que no se afeitan a sí mismos, tiene que afeitarse a sí mismo solo si no se afeita a sí mismo.
Existen estrechas similitudes entre la paradoja de Russell en la teoría de conjuntos y la paradoja de Grelling-Nelson, que demuestra una paradoja en el lenguaje natural.

### Paradojas por cambio de idioma

#### La paradoja de König
En 1905, el matemático húngaro Gyula Kőnig publicó una paradoja basada en el hecho de que solo hay un número contable de definiciones finitas. Si se imaginan los números reales como un conjunto bien ordenado, aquellos números reales que pueden definirse de forma finita forman un subconjunto. Por tanto, en este buen orden debería haber un primer número real que no sea finitamente definible. Esto es paradójico, porque este número real acaba de ser definido de forma finita en la última oración. Esto lleva a una contradicción en la teoría informal de conjuntos.
Esta paradoja se evita en la teoría de conjuntos axiomática. Aunque es posible representar una proposición sobre un conjunto como un conjunto, mediante un sistema de códigos conocido como numeración de Gödel, no existe ninguna fórmula {\displaystyle \varphi (a,x)} en el lenguaje de la teoría de conjuntos que sea válida exactamente cuando {\displaystyle a} es un código que establece una proposición finita sobre un conjunto, {\displaystyle x} es un conjunto, y {\displaystyle a} es válido para {\displaystyle x}. Este resultado se conoce como el teorema de indefinibilidad de Tarski, que se aplica a una amplia clase de sistemas formales que incluyen todas las axiomatizaciones de la teoría de conjuntos comúnmente estudiadas.

#### La paradoja de Richard
Ese mismo año, el matemático francés Jules Richard utilizó una variante del método de la diagonal de Cantor para obtener otra contradicción en la teoría de conjuntos ingenua. Considérese el conjunto A de todas las cadenas finitas de palabras. El conjunto E de todas las definiciones finitas de números reales es un subconjunto de A. Así como A es numerable, también lo es E. Sea p el nésimo decimal del nésimo número real definido por el conjunto E, y se forma un número N teniendo cero para la parte entera y p+ 1 para el nésimo decimal si p no es igual a 8 o 9, y la unidad si p es igual a 8 o a 9. Este número N no está definido por el conjunto E, porque difiere de cualquier número real finitamente definido, es decir, del número n por el nésimo dígito. Pero N ha sido definido por un número finito de palabras en este párrafo. Por lo tanto, debería estar en el conjunto E, lo que implica una contradicción.
Al igual que con la paradoja de König, esta paradoja no puede formalizarse en la teoría de conjuntos axiomática porque requiere la capacidad de decir si una descripción se aplica a un conjunto particular (o, de manera equivalente, decir si una fórmula es en realidad la definición de un conjunto único).

### Paradoja de Löwenheim y Skolem
Basado en el trabajo del matemático alemán Leopold Löwenheim (1915), el lógico noruego Thoralf Skolem demostró en 1922 que cada teoría consistente de cálculo de predicados de primer orden, como la teoría de conjuntos, tiene un modelo numerable como máximo. Sin embargo, el teorema de Cantor demuestra que existen conjuntos no numerables. La raíz de esta aparente paradoja es que la numerabilidad o no numerabilidad de un conjunto no siempre es absoluta, sino que puede depender del modelo con el que se mide la cardinalidad. Es posible que un conjunto sea no numerable en un modelo de teoría de conjuntos, pero numerable en un modelo más grande (porque las biyecciones que establecen la numeración están en el modelo más grande pero no en el más pequeño).